# Spada Codatronca
Spada Codatronca — італійський суперкар.

## Створення авто
Відомий дизайнер Ерколе Спада (Ercole Spada) з дизайн-компанії SpadaConcept у співпраці з компанією UK Garage створили серійний суперкар Spada Codatronca.
Ерколе Спада — колишній дизайнер компанії Zagato. Його попередні роботи — Aston Martin DB4, Alfa Romeo TZ і Fulvia Zagato Sport. А компанія UK Garage відома своїми шасі для гоночних болідів.

### Опис Спади
Spada Codatronca TSS оснащена 700-сильним двигуном. Він дозволяє новинці прискорюватися до 100 км / год менш ніж за 3 секунди при вазі 1350 кг. Максимальна швидкість — 355 км / год.

## Codatronca Monza
В 2011, Spada Vetture Sport анонсували, що вони випустять кабріолет Codatronca TS під назвою Codatronca Monza. Monza використовує версію 7-ми літрового двигуна Codatronca TS V8 із компресором і випускається із 710 к. с. (529 кВт; 720 PS) і 701 фунт⋅фут (950 Н⋅м) крутного моменту. Codatronca Monza носив емблему Повітряних сил Італії на боках автомобіля. Spada заявили, що авто розганяється від 0 до 60 миль за годину за три секунди і досягає топ-швидкості 208 миля/год (335 км/год). Codatronca Monza з’явилася в 2012 на Geneva Auto Show, де була також показана конкурсна версія.

## Відгуки
Spada Codatronca отримала змішані відгуки — від схвалення до несприйняття. Так,  Більшість суперечок виникло через неоднозначний дизайн — гострий передок із трапецієвидними фарами, чудернацькі дверцята і задок, як у карети.